# Frost*

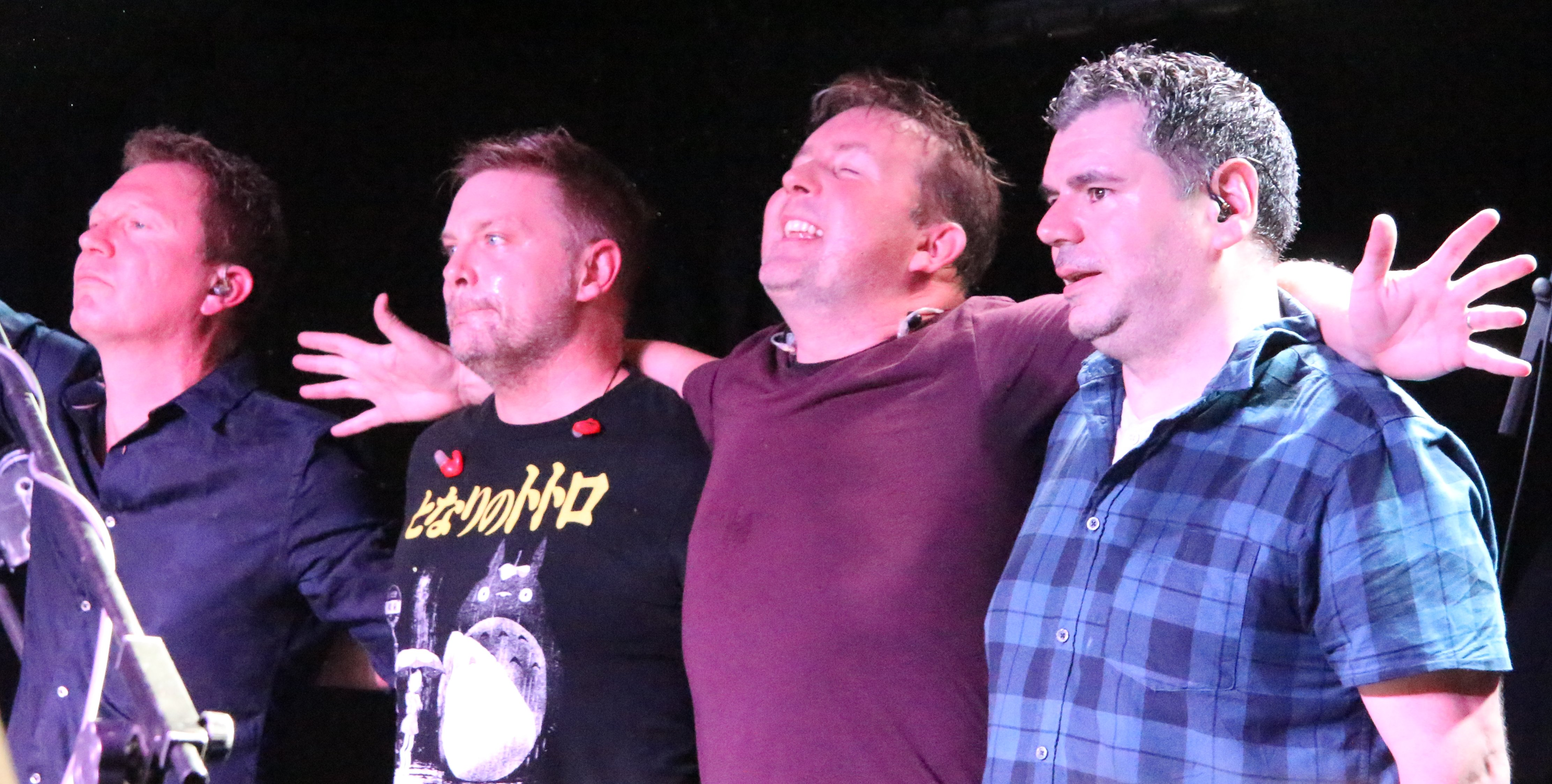

Frost* is een in 2004 opgerichte Britse muziekgroep binnen het segment van progressieve metal / progressieve rock. Deze als supergroep aangekondigde band werd rondom Jem Godfrey gebouwd.
Godfrey is een relatief onbekend musicus en producer, die voornamelijk op de achtergrond werkt. Zo was hij betrokken bij bijvoorbeeld Atomic Kitten. Hij wilde echter iets anders en begon vanaf 2004 progressieve rock te componeren en verzamelde een band om zich heen met John Mitchell (Arena), John Jowitt (ook Arena en IQ), Andy Edwards (Priory of Brion, ooit begeleidingband van Robert Plant) en John Boyes. Boyes en Godfrey kenden elkaar van Freefall, een vroege versie van Frost*.
In redelijk korte tijd kwam hun eerste studioalbum Milliontown uit. Karakteristiek voor de band zijn de grote dynamische verschillen binnen de composities. Als na het album een korte tournee volgde, gaf Godfrey alweer aan dat hij wilde stoppen met de band; hij zag dat toeren niet zo zitten. Begin 2007 hield de band op te bestaan, echter enkele maanden later bleek dat Godfrey het toch niet kon laten; hij probeerde Frost* een nieuw leven in te blazen. In 2008 kwam hun tweede studioalbum "Experiments in Mass Appeal" uit. Godfrey vond zijn eigen stem niet goed genoeg en schakelde Declan Burke in. Daarna kwam er een carrousel op gang met als middelpunt de slagwerker. Edwards ging leiding geven aan een muziekschool, Nick D'Virgilio van Spock's Beard hanteerde begin 2009 de stokken, daarna kwam Alex Thomas. Vervolgens moest John Jowitt afzeggen, zijn partij werd dan gespeeld door Nathan King, oorspronkelijk gitarist, maar broer van de basgitaarplukker van Level 42 Mark King.
Er kwam in 2009 het livealbum onder de titel The Philadelphia Experiment.

## Discografie
- 2006: Milliontown
- 2007: Live EP (alleen tijdens live-optredens te koop)
- 2008: Experiments in Mass Appeal
- 2009: The Philadelphia Experiment
- 2013: The Rockfield Files
- 2016: Falling Satellites
- 2020: Others (een speciaal voor de fanclub gemaakte opname op CDR, 100 stuks)
- 2021: Day and age
- 2023: Island live